# 许学民
许学民（1962年1月—），山西宜君人。中华人民共和国政治人物。

## 生平
1984年8月参加工作，1997年1月加入中国共产党。1984年，毕业于西安公路学院公路系桥梁与隧道工程专业。后供职于宁夏回族自治区公路勘测设计院。1997年1月，担任总工程师。2003年，担任宁夏回族自治区公路建设管理中心负责人、主任。2006年，担任宁夏回族自治区公路建设管理局党委副书记、副局长。2007年，升任局长。2011年3月，担任宁夏回族自治区交通运输厅副厅长。2013年，升任厅长。2017年，因卷入前厅长周舒案，同年11月，接受组织审查。